# گرد دیلنچی آرخی
گرد دیلنچی آرخی مربوط به دوران پیش از تاریخ ایران باستان - دوران‌های تاریخی پس از اسلام است و در نقده، داخل شهر واقع شده و این اثر در تاریخ ۱ آذر ۱۳۴۴ با شمارهٔ ثبت ۴۷۶ به‌عنوان یکی از آثار ملی ایران به ثبت رسیده است.